# Pongalei
Pongalei é um ilhéu no atol de Nui, no país de Tuvalu.